# Not Your Kind of People
Not Your Kind of People es el quinto álbum de estudio de la banda norteamericana de rock alternativo Garbage. El álbum marca el regreso de la banda luego de una pausa de seis años. El disco fue lanzado el 14 de mayo de 2012 a nivel mundial bajo el sello discográfico de la banda, STUNVOLUME.

## Lista de canciones
1. "Automatic Systematic Habit" – 3:18
2. "Big Bright World" – 3:35
3. "Blood for Poppies" – 3:38
4. "Control" – 4:12
5. "Not Your Kind of People" – 4:57
6. "Felt" – 3:26
7. "I Hate Love" – 3:54
8. "Sugar" – 4:01
9. "Battle in Me" – 4:14
10. "Man on a Wire" – 3:07
11. "Beloved Freak" – 4:30

Bonus Tracks en la edición de lujo
1. "The One" – 4:43
2. "What Girls Are Made Of" – 3:47
3. "Bright Tonight" – 4:02
4. "Show Me" – 5:14

Bonus Tracks en la edición de lujo Japonesa
1. "The One" – 4:43
2. "What Girls Are Made Of" – 3:47
3. "Love Like Suicide" – 3:49
4. "Bright Tonight" – 4:02
5. "Show Me" – 5:14

## Personal
Banda
- Garbage – productores
- Shirley Manson – voz, sintetizador, Stylophone
- Duke Erikson – guitarra, sintetizador, piano
- Steve Marker – guitarra, sintetizador, ruidos
- Butch Vig – batería, loops, efectos, mezclas

Adicionales
- Eric Avery – bajo (9, 10)
- Billy Bush – productor adicional, ingeniero, mezclas
- Irina Björklund – sierra musical (8)
- Stevie Blacke – strings (7)
- Matt Chamberlain – batería (11, 14)
- Ryan Corey – arte, bone assembly, ilustración
- Autumn de Wilde – fotografía
- Mike Fasano – técnico de batería
- Jeri Heiden – detalles adicionales de fotografía, arte
- Paul Kremen – administración
- Joe LaPorta – mastering
- Emily Lazar – mastering
- Ruby Winslow Marker – coros (5)
- Justin Meldal-Johnsen – bajos (1–8, 11–15)
- Bo Violet Vig – coross (5)
- Matt Walker – batería (15)

## Charts
| Chart (2012)                    | Posición peak |
| ------------------------------- | ------------- |
| Charts de Álbumes Argentinos    | 12            |
| Australian Albums Chart         | 8             |
| Austrian Albums Chart           | 39            |
| Belgian Albums Chart (Flanders) | 28            |
| Belgian Albums Chart (Wallonia) | 10            |
| Canadian Albums Chart           | 17            |
| Croatian Albums Chart           | 29            |
| Czech Albums Chart              | 35            |
| Danish Albums Chart             | 35            |
| Dutch Albums Chart              | 68            |
| Finnish Albums Chart            | 46            |
| French Albums Chart             | 14            |
| German Albums Chart             | 15            |
| Greek Albums Chart              | 27            |
| Irish Albums Chart              | 42            |
| Italian Albums Chart            | 16            |
| Japanese Albums Chart           | 33            |
| Mexican Albums Chart            | 34            |
| New Zealand Albums Chart        | 32            |
| Polish Albums Chart             | 39            |
| Russian Albums Chart            | 13            |
| Scottish Albums Chart           | 6             |
| Spanish Albums Chart            | 29            |
| Swiss Albums Chart              | 15            |
| UK Albums Chart                 | 10            |
| US Billboard 200                | 13            |
| US Rock Albums                  | 5             |
| US Independent Albums           | 3             |
| US Alternative Albums           | 1             |

## Historial de lanzamiento
| Territorio                    | Fecha              | Discográfica | Distribuidor           | Formato(s)                                                                                  |
| ----------------------------- | ------------------ | ------------ | ---------------------- | ------------------------------------------------------------------------------------------- |
| Australia y Nueva Zelanda     | 11 de mayo de 2012 | STUNVOLUME   | Liberator Music        | LP edición de lujo, CD estándar y edición de lujo, álbum digital estándar y edición de lujo |
| Asia, Europa, y Latinoamérica | 14 de mayo de 2012 | STUNVOLUME   | Cooperative Music      | LP edición de lujo, CD estándar y edición de lujo, álbum digital estándar y edición de lujo |
| Estados Unidos                | 15 de mayo de 2012 | STUNVOLUME   | Fontana                | LP edición de lujo, CD estándar y edición de lujo, álbum digital estándar y edición de lujo |
| Canadá                        | 15 de mayo de 2012 | STUNVOLUME   | Universal Music Canada | LP edición de lujo, CD estándar y edición de lujo, álbum digital estándar y edición de lujo |
| Japón                         | 16 de mayo de 2012 | STUNVOLUME   | Sony Music Int'l       | LP edición de lujo, CD estándar y edición de lujo, álbum digital estándar y edición de lujo |